# 대한민국 미래모빌리티엑스포
대한민국 미래모빌리티엑스포(Daegu International Future Auto & Mobility Expo 2025, DIFA 2025)는 대한민국에서 개최되는 대규모 미래 모빌리티 관련 전시회이다. 지방에서 개최하는 행사임에도 명실상부 대한민국 최대 모빌리티 통합 전시회로 일컬어진다.

## 개요
대한민국 미래모빌리티엑스포는 전기차, 수소차, 자율주행차 및 UAM(도심항공모빌리티) 등 미래 모빌리티의 핵심 기술을 소개하고, 관련 산업의 최신 동향을 공유하기 위한 자리이다. 국내외 기업과 연구기관들이 참여하여 모빌리티 산업의 발전과 기술 교류를 촉진하며, 국가적인 차원의 모빌리티 산업 육성 목표를 함께 논의한다.
중앙, 지방 정부가 함께하는 대한민국 미래모빌리티 전문 전시회
- 산업통상자원부, 국토교통부, 대구광역시 공동주최
- 전기, 수소, 자율주행차 등 미래차에서 모터, 배터리, 충전기 등 핵심 부품, 인프라, UAM까지 모빌리티 전반을 아우르는 국내 최대 전시회

미래모빌리티 핵심기술과 글로벌 트렌드, 국젠컨퍼런스
- 글로벌 기업, 기관 저명인사 초청 기조강연, 전문 기술강연
- 모빌리티 글로벌 정책 및 트렌드, 자율주행, UAM, SDV, 모터, 배터리 등 미래모빌리티 관련 기술 전반을 총망라한 국내 최대 컨퍼런스

글로벌 기업과 비즈니스 네트워킹, 최적의 기업 홍보
- 글로벌 바이어 초청 수출상담회, 대중소기업 구매, R&D 상담회, 벤처캐피탈(VC) 초청 스타트업 상담회, 모빌리티 잡페어, 네트워킹 파티
- 한국자동차기자협회 현장홍보, 미디어 파트너사 온, 오프라인 홍보 지원
- 친환경차 시승, 다양한 시민체험 프로그램 구성 등

## 전시 품목
대한민국 미래모빌리티엑스포는 모빌리티와 관련된 다양한 제품을 출품 대상으로 하며, 특정 품목에 한정되지 않는다. 크게 미래모빌리티 분야, 친환경 모빌리티분야, 이차전지/부품/서비스 분야로 나눌 수 있다.

### 미래모빌리티 분야
도심항공(UAM), 자율주행자동차, 자율주행 AI/SW/센서/통신, 첨단운전자지원 시스템(ADAS), MaaS 플랫폼, SDV

### 친환경모빌리티 분야
전기자동차, 수소자동차, 하이브리드 자동차, 전기 이륜차, 전기버스/특장차, 퍼스널모빌리티(PM)

### 이차전지/부품/서비스
배터리, 소재,부품, 장비, 배터리팩/리사이클링, 전장부품/전동화모터, 충전서비스/인프라, 수소연료전지, 튜닝 부품 및 주변기기, 자동차 관련 플랫폼 및 서비스

## 프로그램
대한민국 미래모빌리티엑스포는 컨퍼런스, 비즈니스프로그램, 부대행사 등 참가업체들 뿐만 아니라 바이어들, 참관객들을 모두 어우를 수 있는 전시회 프로그램을 가지고 있다.

### 컨퍼런스
엑스코 서관 3층에서 진행이 되며, 국내외 전문가 초청 강연(기조강연/전문기술 강연)을 선보이고 있다. 뿐만 아니라, 특별세션을 마련하여 국가, 기업 특별세션을 진행한다.

### 비즈니스 프로그램
글로벌 바이어 초청 수출 상담회, 대중소 구매/R&D 상담회, VC초청 상담회, 오픈 상담회 등 단순한 전시품 전시를 넘어서, 계약까지 이루어질 수 있도록 비즈니스 프로그램을 진행하고 있다.

### 부대행사
대구나이트(네트워킹), 이노베이션 어워즈, 모빌리티 잡페어(취업 박람회), 시승 프로그램 등 다양한 부대행사가 병행되고 있다.

## 역사
2025년 기준으로 9회차를 맞이한다. 2023년부터는 국토교통부와 산업통상자원부가 공동 주최로 참여하며 국가적인 행사로 성장했다.

### 2020년 참가업체
대영채비(주), 에스엘, 구미전기자동차(주), 정복전장, (주)휴컨, (주)에이치엠지, 차지인, 주식회사 드림에이스, 이래에이엠에스, PHC, (주)에이스전자, 동아메탈, 케이비와이퍼시스템 주식회사, 한국생산기술연구원, 네오오토, 엔테크, (주)디젠, 부영산업, 그린모빌리티, 지엠티엔지니어링, 평화홀딩스, 동은전지, 주식회사 와이제이에프엔티, 주식회사 엔디오에스, (주)에코넷 코리아, 영남이공대학교, 퓨전소프트, 경창산업(주), 주식회사 와우텍, 대광소결금속(주), (주)성신앤큐, 주식회사 신도, 주식회사 티티엔지, 일신프라스틱, (주)시앤케이, (주)오토인, (주)제인모터스, 대동금속, 제이제이모터스(주), 테라팩토리 주식회사, (주)형제파트너, 형제모터스, (주)고아정공, 금오이엠에스(주), (주)오토노머스에이투지, 엘링크링거코리아(주), 세원정공, 삼보모터스, 제이앤제이테크, 디케이지, (주) 테스크

### 2021년 참가업체
기아(주),  삼성SDI, 메르세데스벤츠, SK이노베이션, 케이에스티일렉트릭, (주)스프링클라우드, 현대자동차, (주)피에이치씨, 경창산업(주), 대구경북경제자유구역청, 한국AVL, 대영채비(주), 코그넥스 코리아, (주)에이브이지니어스, 오토엘 주식회사, (주)서울로보틱스, (주)스마트레이더시스템, 퓨전소프트, 디엔브이비즈니스어슈어런스코리아, 한라대학교, 대구테크노파크 디지털융합센터, 에스엘 주식회사, 주식회사 하이퍼로직, 한국정보통신기술협회, (주)엠씨넥스, 웍크온 시뮬레이션(주), 한국산업기술평가관리원, 이래에이엠에스 주식회사, 아이탑스오토모티브(주), (주)유니트론텍, 무브, (주)유씨에스, 스마트시스템, 주식회사 올에이아이, 주식회사 씨엘, (주)루미솔, 아이피지오토모티브코리아(유), (주)컨트롤웍스, 삼보모터스(주), 한국교통대학교, (주)오토탑, 한주테크, 주식회사 건백, (주)제이에스글로벌, 한국자동차연구원, 계명대학교, 엘링크링거코리아, 상신브레이크(주), (주)동성티씨에스, 에스앤티모티브, 태하메카트로닉스, (주)상아프론테크, 씨아이에스주식회사, 주식회사 한국데베소프트, 한양대 에리카, 정복전장, 영남이공대학교, 주식회사 알파글로벌, 주한영국대사관,  (주)형제파트너, (주)리스타트, (주)제인모터스, 카온전기차개발(주), 시엔케이, 주식회사 브이스페이스, 한신에스텍, 경북대학교, 스마트앤컴퍼니, 세이프웨이, (주)오토인, 주식회사 그린모빌리티, (주)세빌리티, (주)에너캠프, 대구창조경제혁신센터, (주)모던텍, 경일대학교, (주)헥스하이브, 한국자동차튜닝협회, (주)한준에프알, 블루웨이브텔(주), 대구광역시 투자유치과, 한국자동차산엽협동조합, 대광소결금속(주), 주식회사 이엠이코리아, (주)바이크마트, 주식회사 차바치, (주)엔엠씨, 주식회사 성진포머, (주)엠디엠, (주)티티엔지, (주)네오테크,  중앙모터스(주), JEEP, 대경모터스(주)

### 2022년 참가업체
현대자동차, 기아 주식회사, 테슬라코리아 유한회사, 지엠테크니컬코리아 주식회사, 주식회사 에이치엘클레무브, 아우디, BMW, (주)엘지에너지솔루션, 삼성SDI, 주식회사 씨엘, (주)엘앤에프, 새로닉스, (주)엠씨넥스, 무석광미래신재료유한공사, 이래에이엠에스 주식회사, 이래시에스(주), 이인텔리전스(주), 써모아이 주식회사, 주식회사 유라, (주)유라코퍼레이션, (주)유라하네스, (주)유라테크, (주)유라엘텍, 주식회사 오토노머스에이투지, (주)컨트롤웍스, 경일대학교 산학협력단, 계명대학교 산학협력단, 경북대학교, 영남대학교, 영남이공대학교, 엘링크링거코리아(주), 한국닛또덴꼬(주), 한국옵티칼하이테크, 한국니토옵티칼(코레노), AUTEL, 주한영국대사관, KM TRADING, APC, AutoCraft Solution Group, BAE System Korea, BSI Group Korea, Cyclopic, Hexagon, Horiba MIRA Korea, ID Tech EX, 주식회사 호그린에어, Johnson Matthey, Oxford Instruments, SMMT, 웍크온시뮬레이션(주), 한국산업기술평가관리원, 펌프킨, (재)대구기계부품연구원, 현대케피코, E3모빌리티, 풍산시스템, 모트렉스, 고아오토모티브, 한국프레들, 현대일렉트릭, SK시그넷, (재)대구테크노파크, 주식회사 성진포머, 엠디엠, (주)퓨전소프트, 대아산업, 디넷, (재)지능형자동차부품진흥원, (재)울산테크노파크, 덕양산업(주), (주)KBI동국실업, (주)현대인버터솔루션, (주)케이에이알, 에스아이에스(주), (주)옵티스엔지니어링, (주)이에스피, (주)한국몰드, 시그마, 울산대학교, (주)이테스, (주)성산브이씨씨, 도로교통공단, 대영전기 주식회사, 대영전자, 대영이피, 대영알앤디, 대영드론솔루션, 에스제이인터내셔널, 주식회사 루미솔, 벨로다인(미국), 인트레피드 씨스템즈코리아 유한회사, 모나 주식회사, (주)짐로보스틱스, 아이피지오토모티브코리아 유한회사, (주)이카플러그, 주식회사 브이스페이스, 카온전기차개발, 주식회사 페르세우스, 삼웅에이에프티, 계산특수강(주), 서진금속(주), 서진단조(주), 제엠제코 주식회사, 주식회사 에너지와 센서, 주식회사 에브이지니어스, 주식회사 에이유, (주)위코, 주식회사 네오테크, 300모터스, 바이크뱅크 주식회사, 주식회사 캔랩, 에스엘주식회사 진량공장, HSL Electronics, SHB, KDS, 에스엘미러텍, 삼보모터스 주식회사, 삼보이앤티(주), (주)프라코, (주)나전, (주)삼보프라텍, (주)삼보문화재단, 보고에이피(주), PHC, 평화발레오, 카펙발레오, PHA, BLUE FC, 경창산업(주), 경창정공(주), KE-AUTO, KE-TECH, 대영채비(주), 상신브레이크(주), 산도테크(주), 산도브레이크(주), 상신이엔지(주), 에이비테크(주), 주식회사 씨티엔에스, (주)형제파트너, (주)롤랩스, 주식회사 유씨에스, 주식회사 킴스트, 슈어소프트테크(주), 주식회사 아이엠첨단소재, 주식회사 에스오에스랩, 효성전기(주), 주식회사 제이에스글로벌, 이타스코리아 주식회사, 주식회사 에이치엘클레무브, 에버온, 코오롱아우토(주)서대구지점, 주식회사 퓨처드라이브, 이모션, (주)리스타트, 이스라엘대사관 

### 2023년 참가업체
가이던트, 경창산업, 계명대학교 산학협력단, 금창, 나전, 다온아이, 대구경북경제자유구역청, 대구기계부품연구원, 대구 창조경제혁신센터, 대영채비, 동양금속, 라이카지오시스템즈, 루미솔, 모터세상, 보고에이피, 보그워너충주 유한책임회사, 브이메이커, 블랙베리, 산도브레이크(주), 삼기, 삼보모터스 그룹, 삼보프라텍, 상신브레이크(주), 새로닉스, 성림첨단산업, 세븐모빌리티, 시브코리아, 씨에이치모터스, 아우디(코오롱아우토), 아이엠첨단소재, 언브릿지, 에스엘, 에이브이지니어스, 에이빙, 에이투맥원코리아, 엘지에너지솔루션, 엠씨넥스, 영남이공대학교 스마트 e모빌리티 지원센터, 영진, 오토탑, 옵토전자, 와이엠 토요타, 웍크원 시뮬레이션, 위코, 이래시에스, 이브이모터스, 이타스코리아, 인트레피드컨트롤씨스템즈 코리아, 제이에스 글로벌, 주한영국대사관, 카펙발레오, 캔랩, 크레아텍, 테슬라 코리아, 퓨처드라이브, 피에이치씨, 한국이브이기술인협회, 한국교통대학교 LINC3.0 사업단, 한국닛또덴꼬, 한국리레이, 한국옵티칼하이테크, 한국이구스, 한국타이어엔테크놀로지, 현대자동차, 호리바코리아, 효성전기(주), ABERLINK, BSI Korea, Hexagon, HSL Electronics, KDS, Precision Varionic International, The Society of Motor Manufacture, What3Word, 경북대학교, 경북테크노파크, 광주그린카진흥원, 금성에이스산업, 대구경북지역혁신플랫폼총괄운영센터, 라임, 모라이, 문화방송, 베이리스, 볼트라인, 비거텍코리아, (주)성원정보기술, 이지아이에스, 에너캠프, 오토인, 유디엠텍, 이노시뮬레이션, 인터엑스, 제이에스시스템, 지능형자동차부품진흥원, 컴퓨터메이트, (주)케이텍시스템, 주식회사 코스텍, 트레이스트로닉, 티티엔지, 퓨전소프트, 한국교통안전공단, 한국생산기술연구원, 한국자동차산업협동조합, 한국전자기술연구원, 한화시스템, Phenikaa-X]

### 2024년 참가업체
가이던트, 가온테크, 건우금속, 경북대학교 스마트모빌리티공학과, 경북자동차임베디드연구원, 경북테크노파크, 경일대학교 산학협력단, 경창산업, 계명대학교, 광주그린카진흥원, 국립한국교통대학교 LINC3.0 사업단, 금양, 금창, 기아, 김포시, 네오테크, 넥스버, 닷스테이션, 대구경북과학기술원, 대구경북지역혁신플랫폼, 대구본부세관, 대구테크노파크, 대구혁신오픈랩, 대동모빌리티, 대승, 대아산업, 동진이공, 두와이즈켐, 디스페이스코리아, 디에스글로벌, 디에이치씨, 디와이씨스, 레보텍, 리 모빌리티, 마시브, 마이크로메리틱스, 마크라인즈, 맵퍼스, 메이튼, 명진정공, 모라이, 모빌테크, 무결ENG, 무지개연구소, 밀양시, 바나나배터리, 베이리스, 보그워너 충주 유한책임회사, 뷰닉스, 블랙베리 QNX, 삼기, 삼보모터스, 삼성SDI, 서연이화, 서한이노빌리티, 성심정밀, 세우언이엔아이, 스카이엔터프라이즈, 시큐리티플랫폼, 신영, 씨에이치모터스, 씨엘모빌리티, 씨엘에스, 씨엠텍, 아임에스커넥트, 에버넷전자, 에스이아이, 에스엘, 에이브이진어스, 에이스웍스, 에이차알이앤아이, 엘앤에프, 엠디에스테크, 엠디엠, 엠엠아이티, 영남이공대학교 산학협력단, 영화훼라이트, 오토노머스에이투지, 오토아이티, 오토엘, 오토인, 오토탑, 올에이아이, 와코, 우진산전, 원풍물산, 이노션테크, 이래에이엠에스, 이모션, 이인텔리전스, 이타스코리아, 인지컨트롤스, 인트레피드 컨트롤 씨스템즈 코리아, 자동차융합기술원, 제너럴 모터스, 제이에스글로벌, 제이에프엠엔지니어링, 주한영국대사관, 주한이스라엘 대사관 경제무역대표부, 진, 케이모빌리티클러스터협회, 케이앤디, 케이앤이, 케이앤피, 코리아시뮬레이터, 코스모스랩, 킴스트, 태스킹코리아, 테스크, 테슬라코리아, 토프모빌리티, 티아이씨, 페오스, 평화발레오, 폴레드, 퓨처드라이브, 프로텍이엠에스, 피에이치씨, 한국공항공사, 한국닛또덴꼬, 한국산업기술평가원, 한국쓰리축, 한국요꼬가와전기, 한국자동차산업협동조합, 한국자동차연구원, 한국전자기술연구원, 한국케나메탈, 한국항공우주산업, 한호산업, 한호에코스티, 한화시스템, 현대로템, 현대모비스, 현대엘리베이터, 현대자동차, 현대하이텍, 호원, 휴컨, 히오키코리아, Aberlink, Adasky, Addionics, Audi(코오롱아우토), Autocraft Group, AU테크, Cenex, City Transformer, DYM, Flexible Power Systems, Foresight, GS 건설, GuardKnox, HL만도, Horiba MIRA Korea, ID TechEX, Jeep(신창모터스), Quantum Hub, SITRONES Technology Crop, Volvo(태영모터스) 